# Olympische Winterspiele 2006/Teilnehmer (Kroatien)
| Gelbes Symbol für Goldmedaillen mit stilisierten Olympischen Ringen | Graues Symbol für Silbermedaillen mit stilisierten Olympischen Ringen | Braundes Symbol für Bronzemedaillen mit stilisierten Olympischen Ringen |
| ------------------------------------------------------------------- | --------------------------------------------------------------------- | ----------------------------------------------------------------------- |
| 1                                                                   | 2                                                                     | —                                                                       |

Kroatien nahm an den Olympischen Winterspielen 2006 im italienischen Turin mit einer Delegation von 24 Athleten teil.

## Flaggenträger
Die alpine Skirennläuferin Janica Kostelić trug die Flagge Kroatiens während der Eröffnungsfeier, bei der Schlussfeier wurde sie vom Bobfahrer Ivan Šola getragen.

## Teilnehmer nach Sportarten

### Biathlon
- Petra Starčević

### Bob
- Juraj Grabušić
- Slaven Krajačić
- Alek Osmanović
- Ivan Šola
- Dejan Vojnović

### Eiskunstlauf
- Idora Hegel

### Skeleton
- Nicola Nimac
Herren: 26. Platz; 2:04,30 min; +8,42 s

### Ski alpin
- Matea Ferk
- Nika Fleiss
- Ana Jelušić
- Ivica Kostelić
Alpine Kombination, Männer: 2. – 3:09,88 min
- Janica Kostelić
Abfahrt, Damen: nicht angetreten
Alpine Kombination, Damen: 1.
Super-G, Damen: 2.
- Danko Marinelli
- Ivan Olivari
- Ivan Ratkić
Alpine Kombination, Männer: ausgeschieden im Slalom (2. Lauf)
- Dalibor Šamšal
- Tin Široki
Alpine Kombination, Männer: 26. – 3:20,16 min
- Natko Zrnčić-Dim
Alpine Kombination, Männer: 33. – 3:24,15 min

### Ski nordisch
- Alen Abramović
- Damir Jurčević
- Maja Kezele
- Denis Klobučar